# Лонка (Нижньосілезьке воєводство)
Лонка (пол. Łąka, нім. Wiesau) — село в Польщі, у гміні Болеславець Болеславецького повіту Нижньосілезького воєводства.
Населення — 247 осіб (2011).
У 1975-1998 роках село належало до Єленьоґурського воєводства.

## Демографія
Демографічна структура станом на 31 березня 2011 року:
|          | Загалом | Допрацездатний вік | Працездатний вік | Постпрацездатний вік |
| -------- | ------- | ------------------ | ---------------- | -------------------- |
| Чоловіки | 124     | 30                 | 86               | 8                    |
| Жінки    | 123     | 30                 | 76               | 17                   |
| Разом    | 247     | 60                 | 162              | 25                   |